# ويكيبيديا السلوفاكية
ويكيبيديا السلوفاكية (بالسلوفاكية: Slovenská Wikipédia)‏ هي النسخة السلوفاكية من موسوعة ويكيبيديا، تاريخ إطلاقها كان في أكتوبر 2003، وفي يونيو 2009 أصبح لديها أكثر من 100,000 مقالة.

## الإحصائيات
| عدد المستخدمين المسجلين | عدد المستخدمين النشيطين | عدد المقالات | صفحات المحتوى | عدد التعديلات | عدد الملفات المرفوعة | عدد الإداريين |
| ----------------------- | ----------------------- | ------------ | ------------- | ------------- | -------------------- | ------------- |
| 263٬823                 | 508                     | 253٬824      | 586٬898       | 8٬010٬894     | 0                    | 11            |

## المعرض

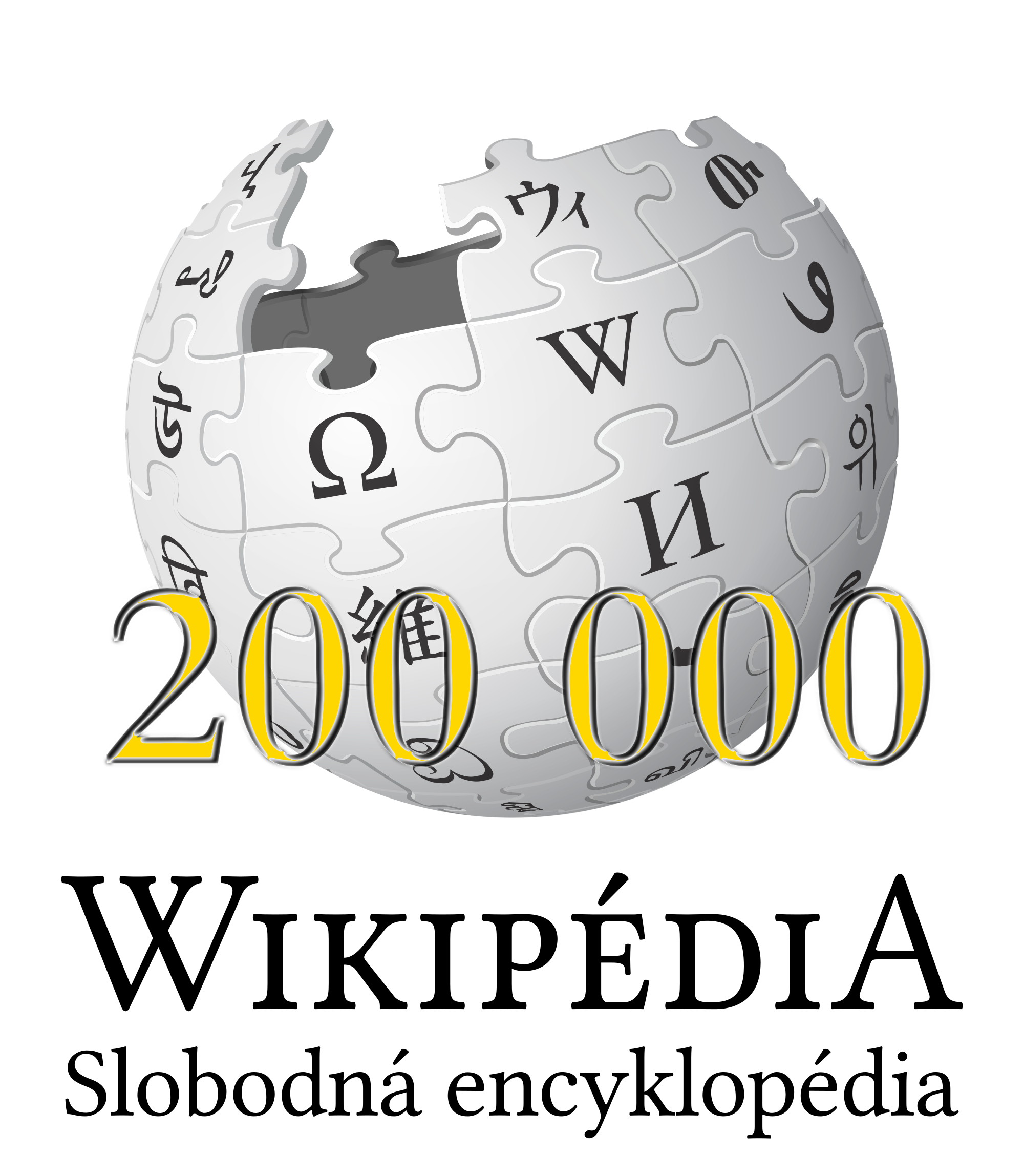
شعار مناسبة إنشاء المقالة رقم 200,000 (5 فبراير 2015)